# 独立行政法人統計センター法
独立行政法人統計センター法（どくりつぎょうせいほうじんとうけいセンターほう、平成11年12月22日法律第219号）は、独立行政法人統計センターの名称、目的、業務の範囲等に関する法律である。
法令番号は平成11年法律第219号、1999年（平成11年）12月22日に公布された。

## 構成
- 第一章 総則（第一条 - 第六条）
- 第二章 役員（第七条 - 第九条）
- 第三章 業務等（第十条 - 第十三条）
- 第四章 雑則（第十四条・第十五条）
- 第五章 罰則（第十六条）
- 附則